# Salka dentata
Salka dentata är en insektsart som beskrevs av Irena Dworakowska 2006. Salka dentata ingår i släktet Salka och familjen dvärgstritar.
Artens utbredningsområde är Brunei. Inga underarter finns listade i Catalogue of Life.